# Santuari de la Mare de Déu dels Munts
El Santuari de la Mare de Déu dels Munts és una església barroca de Sant Agustí de Lluçanès (Osona) inclosa a l'Inventari del Patrimoni Arquitectònic de Catalunya.

## Descripció
El santuari de la Mare de Déu dels Munts està situat a la comarca del Lluçanès en el vertex d'unió entre Osona i el Ripollès. L'edifici està format per l'església i l'hostatgeria.
L'església és una construcció d'una sola nau coberta amb volta de creueria, datada segons la llinda de la porta d'entrada al 1700. Al costat esquerre de la façana hi ha un campanar de torre, al qual s'hi accedeix des de l'interior de l'església. La porta d'entrada està protegida amb un porxo que comunica amb l'hostatgeria, edifici rectangular.
Al seu interior hi ha la imatge de la Mare de Déu dels Munts, romànica del segle xiii, molt restaurada.

## Història
Tot i que l'estructura de l'edifici podria ser anterior a la data de la llinda de la porta (1700). La unitat de les estructures confirma que la imatge de la Mare de Déu que conserva a l'interior és anterior a l'obra arquitectònica. La imatge de la mare de déu podria ser del segle xiii, però l'arquitectura és del segle xviii. Esmentada ja el 1170, l'església fou renovada a partir del segle xvii.